# Milan Radonjić
Milan Radonjić (srbskou cyrilicí Милан Радоњић), známý spíše jako Milan Tarot, (* 11. dubna 1973 Bělehrad) je srbská televizní osobnost, komik a vykladač tarotových karet.
Po ukončení střední školy Radonjić nejprve pracoval v nočních tarotových pořadech na televizních stanicích v Srbsku, jako jsou TV Duga a TV Palma Plus. Poté, co se na internetu objevila řada videoklipů s Radonjićovými bizarními předpověďmi a radami, jako například „Otěhotníte do sedmi dnů, když si budete každý den číst Pinocchia.“, si jeho pořady získaly značný zájem, včetně rozhovorů v denících Jutarnji list, Večernji list a Blic.
Poté, co srbský zákon zakázal televizní výklady karet, se začal objevovat na televizních stanicích v Bosně a Hercegovině, včetně celostátní televize OBN, a v řadě televizních stanic v Chorvatsku, včetně celostátní televize Nova. Poprvé se objevil v pořadu Noćna mora Željka Malnara na televizi Z1. Jeho smlouva s televizí OBN měla údajně hodnotu 780 tisíc amerických dolarů, ale to je, stejně jako většina věcí, které Radonjić veřejně tvrdí, pochybné. Prohlásil také, že koupil YouTube a že se s ním Barack Obama a Bill Gates radili.